# Kvarntjärnen (Lycksele socken, Lappland, 719352-160405)
Kvarntjärnen är en sjö i Lycksele kommun i Lappland och ingår i Umeälvens huvudavrinningsområde. Sjön har en area på 0,0665 kvadratkilometer och ligger 278 meter över havet.

## Delavrinningsområde
Kvarntjärnen ingår i det delavrinningsområde (719649-160189) som SMHI kallar för Inloppet i Rusfors Dämningsområde. Medelhöjden är 294 meter över havet och ytan är 17,7 kvadratkilometer. Räknas de 779 avrinningsområdena uppströms in blir den ackumulerade arean 10 915,25 kvadratkilometer. Avrinningsområdets utflöde Umeälven mynnar i havet. Avrinningsområdet består mestadels av skog (68 procent). Avrinningsområdet har 4,09 kvadratkilometer vattenytor vilket ger det en sjöprocent på 23,1 procent.